# 短尾绿鹊
短尾绿鹊（学名：Cissa thalassina），是鸦科绿鹊属的一种，分布于马来西亚、印度尼西亚和中国大陆。
短尾绿鹊的栖息地包括亚热带或热带的湿润低地林和亚热带或热带的湿润山地林。